# Hemorragia de Duret

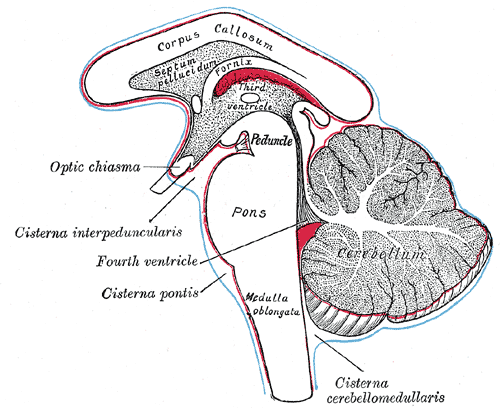
Na imagem você pode ver o tronco cerebral, onde geralmente ocorre a hemorragia de Duret

Na medicina humana se conhece como hemorragia de Duret um tipo de hemorragia cerebral que ocorre no tronco cerebral em decorrência de uma hérnia cerebral (hérnia de úncus ou hipocampal). A hérnia pode ocorrer devido a muitas causas, sendo as mais frequentes os traumatismo cranioencefálico severo e tumores.
A hemorragia de Duret é causada pela ruptura das artérias perfurantes cerebelares, devido a distensão das mesmas em caso de herniação. São observadas à ressonância magnética em forma de focos esféricos de vários milímetros de diâmetro situados no tronco encefálico. É um processo grave e fatal, por lesionar, devido à isquemia, os centros vitais do tronco encefálico.
Seu nome se deve ao neurologista francês Henri Duret (1849-1921) que foi o primeiro a descrevê-la.